# ريم الطويل (بني سعد)

تعديل مصدري - تعديل

ريم الطويل هي إحدى قرى عزلة الطويل بمديرية بني سعد التابعة لمحافظة المحويت، بلغ تعداد سكانها 608 نسمة حسب تعداد اليمن لعام 2004.